# Podolie
Podolie (węg. Felsőleszéte) – wieś i gmina (obec) w powiecie Nowe Miasto nad Wagiem, w kraju trenczyńskim, w zachodniej Słowacji. Zamieszkuje ją około 1881 osób (dane z 2016 roku).

## Historia
Wieś została wspomniana po raz pierwszy w 1332 w dokumentach historycznych.

## Geografia
Centrum wsi leży na wysokości 188 m n.p.m. Gmina zajmuje powierzchnię 17,266 km².

## Park miniatur
W gminie znajduje się park miniatur z modelami słowackich zamków.